# Nihat Kahveci
Nihat Kahveci (* 23. November 1979 in Istanbul), meist nur Nihat genannt, ist ein ehemaliger türkischer Fußballspieler und jetziger Fußballtrainer.

## Karriere

### Im Verein
Er begann seine Karriere bei Beşiktaş Istanbul, wo er von 1997 bis 2001 spielte.
Im Januar 2002 wechselte er für fünf Millionen Euro Ablöse zu Real Sociedad San Sebastián. Dort entwickelte er sich stetig fort, sodass er zu einem der besten Stürmer der spanischen Liga wurde. Er wurde in der Saison 2002/03 Zweiter in der Torjägerliste mit 23 Toren (genau so viele wie Ronaldo) hinter Roy Makaay (29 Tore). Er trug erheblich dazu bei, dass Real Sociedad in der Saison 2002/03 die Vizemeisterschaft gelang.
Am 19. Februar 2005 zog sich Nihat einen Kreuzbandriss zu, weshalb er ein halbes Jahr lang pausieren musste.
Ab 2006 spielte Kahveci beim FC Villarreal. Am 22. November 2006 zog er sich erneut einen Kreuzbandriss zu und fiel monatelang aus. Nach seiner Rückkehr wurde er zum torgefährlichsten Spieler der Mannschaft aus Villarreal.
In der Saison 2007/08 belegte er mit dem FC Villarreal in der Primera División den zweiten Tabellenplatz hinter Real Madrid und noch vor dem FC Barcelona, wobei er für die "Submarinos" 18 Tore erzielte und damit an vierter Stelle der Top-Torjäger landete. Die spanische Zeitung El Mundo wählte ihn zum besten Spieler der Mannschaft. Die Saison 2008/09 verlief negativ für ihn, so pausierte er oft wegen Verletzungen und blieb über ein Jahr in der Champions League und in der Liga torlos. Nihat absolvierte 80 Pflichtspiele für den FC Villarreal, ehe er im Juli 2009 zurück in die Türkei, zu seinem Heimatverein Beşiktaş Istanbul wechselte für eine Ablösesumme in Höhe von 4,5 Millionen Euro. Mit sofortiger Wirkung beendete er am 15. Januar 2012 seine Karriere als aktiver Fußballspieler.

### Nationalmannschaft
Nach zahlreichen Einsätzen für die türkische U-21 Nationalmannschaft, gab Kahveci sein Debüt für die türkische Nationalmannschaft am 7. Oktober 2000 beim Qualifikationsspiel für die WM 2002 gegen Schweden (Endstand 1:1). Sein erstes Tor für das Nationalteam erzielte er am 6. Oktober 2001 im Qualifikationsspiel für die WM 2002 gegen Moldau, in der er in 78. Minute der Mannschaft zum Sieg beisteuerte (Endstand 3:0).
Er nahm mit der türkischen Fußballnationalmannschaft an der Fußball-Weltmeisterschaft 2002, am Confed-Cup 2003 und an der Fußball-Europameisterschaft 2008 teil. Bei allen drei Turnieren erreichte er mit ihr jeweils den dritten Platz.
Nach seinem ersten Kreuzbandriss feierte er sein Comeback in der Nationalmannschaft am 8. Oktober 2005 in einem Freundschaftsspiel gegen Deutschland. Endstand des Spiels war 2:1 für die Türkei. Auch sein Comeback nach seinem zweiten Kreuzbandriss in der Nationalmannschaft war erfolgreich. So schoss er in den entscheidenden Qualifikationsspielen für die Fußball-Europameisterschaft 2008 im Auswärtsspiel gegen Norwegen (2:1 für die Türkei) und vor heimischem Publikum gegen Bosnien-Herzegowina jeweils ein Tor.
Beim Gruppenspiel bei der Euro 2008 sorgte er gegen Tschechien, nachdem Arda den 1:2-Anschlusstreffer erzielte, für den 2:2-Ausgleich in der 87. Minute und anschließend für den Siegestreffer in der 89. Minute. Damit ermöglichte er der Türkei die Qualifikation für das Viertelfinale der EM 2008 gegen Kroatien. Im Viertelfinale verletzte sich Nihat und konnte im Halbfinale gegen Deutschland nicht antreten.

## Erfolge

### Als Nationalspieler
- Dritter mit der Türkei bei der WM 2002
- Dritter beim Confed-Cup 2003
- Halbfinalist mit der Türkei bei der EM 2008

### Mit seinen Vereinen
- Türkischer Pokalsieger: 1998 und 2011 (mit Beşiktaş Istanbul)
- Spanischer Vizemeister: 2002/03 (mit Real Sociedad), 2007/08 (mit FC Villarreal)

### Individuelle Erfolge/Ehrungen
- Zweiter in der Torjägerliste der Primera División in der Saison 2002/03
- Bester ausländischer Spieler in der Primera División 2003
- Weltbester Torschütze 2008 laut FIFA